# Stolus
Stolus is een geslacht van zeekomkommers uit de familie Phyllophoridae.

## Soorten
- Stolus albescens Liao, 1995
- Stolus buccalis (Stimpson, 1855)
- Stolus canescens (Semper, 1867)
- Stolus cognatus (Lampert, 1885)
- Stolus conjungens (Semper, 1867)
- Stolus crassus Liao & Pawson, 2001
- Stolus dentatus Thandar, 2005
- Stolus kilberti Rajpal & Thandar, 1999
- Stolus micronodosus Liao & Pawson, 2001
- Stolus minutus (H.L. Clark, 1938)
- Stolus papillatus (Sluiter, 1887)
- Stolus pseudoalbescens Thandar, 2005
- Stolus punctatus (Ohshima, 1915)
- Stolus rapax (Koehler & Vaney, 1908)